# Jenseits von Afrika
Jenseits von Afrika (Originaltitel: Out of Africa) ist ein US-amerikanischer Spielfilm von Sydney Pollack aus dem Jahr 1985 mit Meryl Streep, Robert Redford und Klaus Maria Brandauer in den Hauptrollen. Er basiert auf Episoden aus dem Leben der dänischen Schriftstellerin Karen Blixen, wie sie diese in ihrem autobiografischen Roman Afrika, dunkel lockende Welt  (auch: Jenseits von Afrika; Originaltitel: Den afrikanske farm) von 1937, der Novelle Schatten wandern übers Gras (Originaltitel: Skygger paa Græsset) und in ihren Briefen aus Afrika. 1914–1931 (Originaltitel: Breve fra Afrika, veröffentlicht 1978) geschildert hat. Weitere Quellen für das Drehbuch von Kurt Luedtke waren die Biografien Tania Blixen. Ihr Leben und Werk (Originaltitel: Isak Dinesen. The Life of a Storyteller) von Judith Thurman und
Silence will speak. A study of the life of Denys Finch Hatton and his relationship with Karen Blixen von Errol Trzebinski.

## Handlung
Der Film Jenseits von Afrika erzählt die stark autobiographisch gefärbte Geschichte von Karen Blixen. Die schon ältere Karen Blixen erinnert sich an ihre Verlobung während einer Jagd in Dänemark und an die anschließend in Afrika verbrachten Jahre zwischen 1914 und 1931.
Im Jahr 1913 verlobt Karen sich mit ihrem Großcousin Baron Bror von Blixen-Finecke, nachdem sie von dessen Bruder Hans zuvor abgewiesen wurde. Sie wandert für die Heirat nach Kenia aus, wo Bror bereits einige Monate zuvor angekommen war. Eigentlich wollte das Paar eine Molkerei aufziehen. Doch es kommt anders: Der blaublütige, aber arme Baron hat ihre Mittel verbraucht, um eine Kaffeeplantage anstelle der Molkerei zu erwerben. Zudem zeigt er wenig Neigung, in dieser Plantage zu arbeiten, sondern zieht es vor, auf die Großwildjagd zu gehen. Ihr Ehemann stellt sich als wenig geschäftstüchtig heraus, sodass Karen – ungewöhnlich für eine Frau ihrer Zeit – die Plantage leitet. Obwohl die Heirat einvernehmlich als Zweckehe arrangiert war (Karens Familie ist vermögend, während der Baron einen Adelstitel einbringt), beginnt Karen eine gewisse Zuneigung zu ihrem Mann zu fassen und ist betrübt, als sie von seinen Seitensprüngen erfährt.
Kurz nach dem Ende des Ersten Weltkrieges, dessen Auswirkungen auch in Afrika zu spüren sind, zieht sich Karen eine Syphilis zu. Die damals sehr gefährliche Krankheit zwingt Karen, nach Dänemark zurückzukehren, um, da es noch kein Penicillin gab, eine Kur mit Arsphenamin zu machen. Offenbar wurde sie durch den untreuen Bror angesteckt, bei dem sich im Gegensatz zu ihr kaum Symptome zeigen.
Nach ihrer Genesung und Rückkehr nach Afrika trennt sie sich von ihrem Ehemann und beginnt eine intensive Beziehung mit Denys George Finch Hatton, einem britischen Abenteurer und Freigeist. Doch nach vielen misslungenen Versuchen, ihre Affäre in eine dauerhafte Beziehung zu wandeln, eventuell sogar in eine Ehe, muss Karen einsehen, dass Denys genauso wenig gezähmt werden kann wie die afrikanischen Wildtiere.  Als Karen bei der Beerdigung nach seinem Flugzeugabsturz in den Ngong-Bergen eine Handvoll Erde ins Grab werfen will, zögert sie, wendet sich dann von den anderen Europäern ab, indem sie sich mit der Hand durchs Haar fährt, nach Sitte der Eingeborenen.
Im Film ist Karen gezwungen, nachdem eine katastrophale Feuersbrunst die gesamte Kaffeeernte zerstört hatte, nach Dänemark zurückzukehren, wo sie zur Schriftstellerin wird und über ihre Erlebnisse in Afrika schreibt.
Der Film beschreibt die Geschichte in sechs locker miteinander verbundenen Episoden, unterbrochen durch Blixens Erzählung. Die letzte Episode – über Denys’ Begräbnis – stammt aus ihrem Buch Out of Africa, während die anderen, ihren sehr lyrischen Schreibstil nachahmend, explizit für den Film geschrieben wurden. Der oft langsame Fortgang des Films ist eine Anlehnung an das Buch, „die Eingeborenen mögen die Schnelligkeit nicht, so wie wir den Lärm nicht mögen…“ (zitiert aus: Out of Africa, S. 252).

## Entstehungsgeschichte
Der Film erzählt vom Leben der dänischen Autorin Karen Blixen, die als junge Frau aus der Enge ihrer Familie flieht und versucht, sich in Afrika eine unabhängige Existenz aufzubauen. Der Film stützt sich allerdings weniger auf den Roman Afrika, dunkel lockende Welt, sondern mehr auf die von Judith Thurman, Co-Autorin des Drehbuches, vorgelegte Biografie Isak Dinesen: The Life of a Storyteller und Blixens Erzählung Schatten wandern übers Gras. Infolgedessen rückt auch die im Roman nicht thematisierte Liebesbeziehung zwischen Karen Blixen und dem englischen Adligen Denys Finch Hatton in den Vordergrund.
Ihr Ehemann Bror von Blixen-Finecke wird ebenfalls in einer den tatsächlichen Ereignissen nicht immer entsprechenden Art und Weise dargestellt.
Als Regieassistent wirkte der bekannte kenianische Schriftsteller Meja Mwangi an den Dreharbeiten mit.

## Synchronisation
| Rolle              | Schauspieler          | Synchronsprecher        |
| Karen Blixen       | Meryl Streep          | Hallgerd Bruckhaus      |
| Denys Finch Hatton | Robert Redford        | Rolf Schult             |
| Bror Blixen        | Klaus Maria Brandauer | Klaus Maria Brandauer   |
| Belknap            | Shane Rimmer          | Peter Kuiper            |
| Berkeley Cole      | Michael Kitchen       | Norbert Gescher         |
| Farah Aden         | Malick Bowens         | Josieah Magatti         |
| Felicity           | Suzanna Hamilton      | Regina Lemnitz          |
| Juma               | Mike Bugara           | Constantin Lyankamwa    |
| Kamante            | Joseph Thiaka         | Newton Temu             |
| Lord Delamere      | Michael Gough         | Friedrich W. Bauschulte |
| Sir Henry Belfield | Graham Crowden        | Klaus Miedel            |

## Kritiken
„Der von  Sydney Pollack sensibel inszenierte Film beschreibt eindrucksvoll den romantischen Idealismus einer eigenwilligen Frau am Ende der Kolonialepoche – und versinkt dabei gelegentlich selbst in einer sentimentalen Wehmut. Ein schönes, aber letztlich unverbindliches Kinomelodram.“

„[…] wehmütig aufgemöbelte Literaturverfilmung aus der exotischen Hochglanzwelt eines fernen Kolonial-Afrika, in dem die Weißen die Herren waren. (Wertung: sehr gut)“

## Ungenauigkeiten im Film
Zahlreiche Passagen des Films entsprechen nicht der Realität:
- Karen lernte Denys nicht auf der Zugfahrt von Mombasa nach Nairobi (1914) kennen, sondern erst 1918 im „Muthaiga Club“ in Nairobi.
- Die Hochzeit zwischen Bror und Karen fand nicht im „Muthaiga Club“ statt, sondern direkt nach der Landung in Mombasa.
- Karen wurde keineswegs von Denys zum Erzählen und Schreiben ermuntert; sie hatte in Dänemark längst ihre ersten Erzählungen veröffentlicht.
- Karen hatte oft Besuch von ihrer Mutter und ihrem Bruder, der ihr auch immer wieder auf der Farm half.
- Karen war zweimal (nicht nur einmal) zur Therapie der Syphilis in Dänemark und auch mehrere Male und länger zu Hause.
- Karen war nie interniert worden. Sie unternahm auch nicht nur eine Versorgungsfahrt zu den Soldaten an die Grenze, sondern mehrere.
- Der Großbrand fand schon 1923 statt, konnte 1931 also auch nicht das Ende der Farm sein. Der Grund dafür war langjähriges Missmanagement.
- Denys hat sich keinesfalls öffentlich beim Gouverneur beziehungsweise dessen Gattin für Karen eingesetzt.
- Die Beziehung zwischen Karen und Denys war schon lange vor Denys’ Tod beendet. Das Paar hatte sich voneinander entfernt.

## Trivia
- Die Dampflokomotive, die für die Dreharbeiten verwendet wurde, steht inzwischen im Eisenbahnmuseum von Nairobi. Die Lokomotive war seinerzeit schon nicht mehr betriebsbereit gewesen. Man hatte zwar ein Feuer unter dem Kessel gemacht, damit der Schornstein rauchte, aber der Zug wurde von einer Diesellokomotive geschoben.
- Die Löwen im Film stammen nicht – wie man vermuten könnte – aus einem der Wildparks Kenias. Für die Dreharbeiten wurden gezähmte Tiere aus einem kalifornischen Tierpark eingeflogen.
- Beim Vergleich des Blixen-Hauses des Films mit dem tatsächlichen Karen Blixen Museum in Nairobi überrascht, dass die im Film auffällige Treppe fehlt. Die Film-Aufnahmen wurden nämlich nicht im heutigen Museum – also in „Mbogani“ – gedreht, sondern im ersten Haus der Blixens, das „Mbagathi“ hieß und von 1913/1914 bis 1917 von ihnen bewohnt wurde – und hier steht auch die Treppe. In „Mbagathi“ ist heute eine Ngina Kenyatta gehörende Milchfarm angesiedelt. Das Haus ist in Privatbesitz und kann nicht öffentlich besichtigt werden.
- In der Bundesrepublik Deutschland kam Jenseits von Afrika am 13. März 1986 in die Kinos, in der DDR 1987. Im deutschen Fernsehen war der Film erstmals am 1. Januar 1989 um 20:15 Uhr in der ARD zu sehen.
- Laut Bonusmaterial der DVD war Karens Krankheit „genetisch“ bedingt und von ihrem Vater „ererbt“, der sich – an Syphilis leidend – das Leben nahm, als Karen erst zehn Jahre alt war.
- Der Originaltitel war namensgebend für die Out-of-Africa-Theorie der Paläoanthropologie, der zufolge der Mensch in Afrika entstand und sich von dort über die ganze Welt verbreitete.
- Jenseits von Afrika ist zudem der Lieblingsfilm von Angela Merkel.[3]

## Auszeichnungen
Jenseits von Afrika erhielt eine Vielzahl an Auszeichnungen, wie den Oscar und den Golden Globe für den Besten Film des Jahres. Außerdem wurden Sydney Pollack für die Regie und John Barry für seine Musik mit einer Auszeichnung bedacht. Jenseits von Afrika war insgesamt für 11 Oscars nominiert (davon 7 gewonnen) sowie auch für 6 Golden Globes (davon 3 gewonnen) und 7 BAFTA Awards (davon 3 gewonnen).
Academy Awards 1986
- Bester Film – Sydney Pollack
- Beste Regie – Sydney Pollack
- Bestes adaptiertes Drehbuch – Kurt Luedtke
- Beste Filmmusik – John Barry
- Beste Kamera – David Watkin
- Bester Ton – Chris Jenkins, Gary Alexander, Larry Stensvold, Peter Handford
- Bestes Szenenbild – Stephen B. Grimes, Josie MacAvin

und nominiert für:
- Beste Hauptdarstellerin – Meryl Streep
- Bester Nebendarsteller – Klaus Maria Brandauer
- Bestes Kostümdesign – Milena Canonero
- Bester Schnitt – Fredric Steinkamp, William Steinkamp, Pembroke J. Herring und Sheldon Kahn

Golden Globes 1986
- Bester Film – Drama – Sydney Pollack
- Bester Nebendarsteller – Klaus Maria Brandauer
- Beste Filmmusik – John Barry

und nominiert für:
- Beste Regie – Sydney Pollack
- Beste Hauptdarstellerin – Drama – Meryl Streep
- Bestes Filmdrehbuch – Kurt Luedtke

BAFTA Awards 1987
- Bestes adaptiertes Drehbuch – Kurt Luedtke
- Beste Kamera – David Watkin
- Bester Ton – Peter Handford, Chris Jenkins, Tom McCarthy Jr.

und nominiert für:
- Beste Hauptdarstellerin – Meryl Streep
- Bester Nebendarsteller – Klaus Maria Brandauer
- Beste Filmmusik – John Barry
- Beste Kostüme – Milena Canonero

Die Deutsche Film- und Medienbewertung FBW in Wiesbaden verlieh dem Film das Prädikat besonders wertvoll.

## Blu-ray-Veröffentlichung
- Universal Pictures Germany (Hrsg.): Jenseits von Afrika. Hamburg 2013. (Bonusmaterial u. a. mit Filmkommentar des Regisseurs Sydney Pollack)